# 正義の味方 (漫画)
『正義の味方』（せいぎのみかた）は、『コーラス』（集英社）において連載されていた聖千秋による日本の漫画作品、およびそれを原作としたテレビドラマ。単行本は全7巻。

## あらすじ
女子高生・中田容子の姉・中田槇子は、有名私立大学を首席卒業後、エリート街道まっしぐらの官僚。しかし、その正体は「一日一悪」をモットーとする悪魔の様な存在なのだが、彼女の悪事によって周囲に幸せをもたらしたり事件を解決したりしている事から、世間からは「正義の味方」と呼ばれていた。そんな、天使か悪魔か判断しかねる槇子の生き様を、妹・容子の視点で描く。

### 槇子結婚編
漫画の第一話。狙っていた同僚男性にフラれたためにオカマ疑惑をなすりつけて左遷に陥れる。その同僚の代わりに配属されたのが、後に槇子の夫となる良川直樹だった。槇子は積極的に迫り、トントン拍子で結婚に漕ぎ着ける。そして、その事を心から喜んだのは日頃から槇子に虐められていた妹・容子なのだった。

### 槇子新婚生活編
姉から解放された容子は解放された学校生活を送っていた。未だ姉の醜態は夫にはバレておらず、仲睦まじい夫婦生活を送る良川夫妻。何かと理由をつけて実家に訪れる姉にウンザリしていた容子だったが、そんな中、校内でもカッコいいと評判の岡本と偶然に接点を持つ。姉の恩恵（虐め）を受けながら岡本との距離を縮める容子だったが、岡本の彼女と噂される知佳に目を付けられる。

### 新婚旅行編
ひょんなこと（貰い物の桜の枝→無農薬野菜→舞台のチケット→超高級ブランドバッグ→沖縄スイート旅行）から新婚旅行が叶った良川夫妻。沖縄を満喫する良川とは裏腹に、槇子は食べ物にしか目がいかない。そんな中、良川はついに妻・槇子の本性を見る。

### 修羅場編
容子の父・五郎が倒れ、あたふたする容子の前に新婚旅行から戻った槇子が現れて救いの手を差し伸べる。当初は父の為に駆けつけたと思われた槇子だったが、実は夫とケンカ真っ最中で実家に帰ってきたことを知られる。妻の本性を垣間見てしまった良川は、人生の伴侶を間違えたのではないかと苦悩するが、悪事と思われていたことが結果その人のためになっていたことを知り、妻の人間の深さを思い知る（槇子に善意は全く無い）。良川が妻を見直し始めているとは露知らず、容子は二人の仲を取り戻す為に必死の努力を行なうのであった。

### 妊娠編
槇子が妊娠していることが発覚。これにより夫婦の仲は元のラブラブに戻り、ついでに容子と岡本の仲も急接近。しかし、それと反比例するように知佳とのバトルは日々激化を辿った。

### 出産・受験編
無事、第一子・純を出産した槇子。それと共に容子の受験は真っ只中に。一度は受験から手を引こうかと考えた容子だったが、またもや姉の一喝により再び勉強に打ち込み、なんとか1校だけ無事に合格した。

### 容子大学編
大学に入学した容子はコンパなどキャンパスライフを満喫していた。しかし、その一方で姉夫婦との同居、友人の就職内定など人生を悩ませる出来事も続出。そんな中、恋人とも友人とも言えない微妙な関係だった岡本が、幼馴染の知佳と仲良くしている所を見かけて落ち込む。しかし、かつて高校時代の優等生・高梨と再会。いつしか同じ時間を過ごすようになる（かつては犬猿の仲だった）。一方相変わらずの槇子は、純を育てつつ自慢の毒舌で周りの悩める母達を救っていく（当然善意はない）。

## 登場人物
中田 容子（なかた ようこ）
本作の主人公。槇子の妹。姉・槇子の悪事による最大の被害者で、いつも彼女に虐げられこき使われ、何かと不幸な目に遭っている女子高生（物語開始時）。だが、そんな姉のおかげで、明るく前向きで打たれ強い性格に育ち、密かに憧れている同級生の岡本陸とも徐々に距離を縮めている。幼い頃に色白でぽっちゃりしていた事から、槇子に「クマ子」との渾名を付けられ、未だに渾名で呼ばれている。神経質で緊張するとお腹を壊す。高校卒業後は大学に進学した。
良川 槇子（よしかわ まきこ）
容子の姉。旧姓：中田。物語開始時、24歳。有名な私立W大学を首席で卒業後、政務省に通うエリート官僚。容子の目から見ると「一日一悪」がモットーで人を虐める事が大好きなように見え、更に極めて欲深く腹黒、狡猾かつ自己中心的な、まるで悪魔の様に見える。実際、自分に刃向かった者を猛烈な毒舌及び暴言と報復で徹底的に潰すという狡猾で唯我独尊な性格。しかし、そんな悪事が何故か周囲に幸せをもたらすことも多い（槇子本人に善意は皆無）ために「正義の味方」と呼ばれており、地元では「名誉町民」である後に直紀と結婚して長男・純を授かる。「わたしが頭を下げるのは孫正義（ドラマでは、ビル・ゲイツ）だけ」と公言するほど尊大で、他人に頭を下げることはどんなことがあっても絶対にしない。単行本初期では名前が「澄子（すみこ）」になっている。
良川 直紀（よしかわ なおき）
東京大学を卒業後、中央省庁に勤めるエリート官僚。美形で性格も良く仕事も出来るが、恋愛に奥手で経験も乏しい。今まで順風満帆な人生を送っていたが、槇子に見初められてからは波乱に富んだ日々を送ることとなる。純が生まれた後に中田家と二世帯住宅を構え、容子の両親と同居を始める。妻の本性に気づいた時は離婚の危機に陥ったが、無事に和解。純が幼稚園に入る頃には槇子の性格を知りつつ、円満な夫婦生活を営んでいる。単行本初期では名前が「毅（たけし）」になっている。
岡本 陸（おかもと りく）
容子の同級生で憧れの男子生徒。美形で女子からの人気も高い。知佳の幼馴染である。容子とは教科書の貸し借りで知り合う。その後、槇子の悪事や趣味を聞いて面白がる反面、徐々に容子のことが気になり出す。
森山 知佳（もりやま ちか）
陸の幼馴染。美人だが性格が悪い事から、男子にはモテる反面女子には嫌われている。独占欲が強く、陸と親しい容子を恋敵と見なし殴った事もあったが、いつしか自分のことを真剣に考えてくれる容子に心を開き、半ば一方的な親友関係を築く。
中田 五郎（なかた ごろう）
容子・槇子の父親。マメで優しい性格。一時期は体を壊すも、槇子のおかげで一流病院で治療を受け全快。その後も槇子の恩恵（容子イジメの余波）を受け役員に昇進。孫の誕生を機に禁酒・禁煙を決意する。後に二世帯住宅を新築。妻・春子には贈り物を送るなど夫婦円満。
ドラマでは、お人好しだが昇進もままならず、家でも妻の尻に敷かれている。しかし、妻への愛情は誰よりも強いと自負し、娘達にも優しく接する。容子とこっそりコンビニでアイスクリームを買っては一緒に食べている。
中田 春子（なかた はるこ）
容子・槇子の母親。優しくおおらかな性格。いつも槇子に虐められる容子を慰める。一度は更年期障害を患うものの、孫の誕生を機に全快。血圧は高め。何だかんだで槇子に使われているが、本人は気付いていない。
ドラマでは、天然かつ前向きな性格だが、時たま爆弾発言をする事もある。出来が良い槇子を誇りに思い、いつも彼女に虐げられている容子の不満には「出来る姉を持った妹の愚痴」と思い込んでおり、ある意味鈍感。それでも彼女を明るく励ましている。
良川 純（よしかわ じゅん）
直紀・槇子の第一子。顔はどちらかといえば父親似。その愛らしい容姿で周囲を虜にしている。槇子の悪魔の様な性格を受け継いでいるかは未だ不明。
楠木 健太（くすのき けんた）
容子の先輩で3日間だけ付き合っていたが、槇子の容子いじめにより一方的に別れを告げる。後に後輩を妊娠させたことにより退学。女たらしであった事が発覚した。
良川 克夫（よしかわ かつお）、良川 里美（よしかわ さとみ）
直紀の両親。2人とも槇子の本性を知っているため、彼女の事を快く思っていない。槇子に家の仕来たりを説こうとしたが、彼女の怒りを買う破目になる。以後、息子・直紀に槇子の本性を知らせようとするが、いつも返り討ちに遭って失敗ばかり。父の趣味である書はオークションで30万円の値が付くほど。
良川 弘志（よしかわ ひろし）
直紀の弟。大学を3浪していたが、槇子のおかげで父からカメラマンになる許可を得ることが出来た。父の書と共に機関紙の表紙を飾った。今までは両親のことを快く思っていなかったが、槇子が言い返してくれたことにより受験を目指す。
高梨（たかなし）
容子の高校時代の同級生。頭は良いが口が悪いため、容子とは口喧嘩ばかりだったが、時には正論を吐き見知らぬ子供の相手をするなど優しい一面もある。現在は二橋大学に通い、時々容子の勉強を見てくれている。

## 書籍情報
- クイーンズコミックス（全7巻）
  1. 2004年12月16日発売、ISBN 4-08-865260-6
  2. 2005年9月16日発売、ISBN 4-08-865302-5
  3. 2006年10月19日発売、ISBN 4-08-865369-6
  4. 2007年6月19日発売、ISBN 978-4-08-865406-5
  5. 2008年2月19日発売、ISBN 978-4-08-865462-1
  6. 2008年7月17日発売、ISBN 978-4-08-865489-8
  7. 2009年3月19日発売、ISBN 978-4-08-865525-3

## テレビドラマ
2008年7月9日から9月10日まで、日本テレビ系列で毎週水曜22:00 - 22:54（JST）に放送。ドラマ化の権利を巡り複数のテレビ局が争奪戦を展開していたが、最終的に日本テレビが主演に志田未来を起用することで原作者側の承諾を得た。同年12月21日にはDVD-BOXが発売された。

### キャスト

#### 中田家
中田容子〈16〉
演 - 志田未来（幼少時：紺野萌花）
平凡な女子高生。槇子の悪性ぶりにいつも振り回されている。
良川（中田）槇子〈24〉
演 - 山田優（幼少時：吉田里琴、夏居瑠奈）
政務省総務課勤務。仕事のできる女性の典型。目的のためなら手段を選ばず努力も惜しまない。見栄っ張りでその見栄の為にことあるごとに容子を利用する。熱しやすく冷めやすい性格。
中田五郎〈52〉
演 - 佐野史郎
人事部のサラリーマン。人がいい。
中田春子〈48〉
演 - 田中好子
容子・槇子の母親。良妻賢母。社長令嬢でもある。

#### 神奈川県立美し台高等学校
- 岡本陸〈16〉 - 本郷奏多
- 島崎麻衣〈16〉 - 志村玲那
- 小松響子〈16〉 - 中村静香
- 森山知佳〈16〉 - 西内まりや
- ジャンボ（小森 太一）〈16〉 - 入江甚儀

#### 政務省
- 山下ミドリ - 滝沢沙織
- 堀田亜梨沙 - 石井美絵子
- 笠井将大 - 並木幹雄
- 野上公一郎（課長） - 徳井優

#### 良川家
- 良川直紀〈28〉 - 向井理
- 良川克夫 - 平泉成
- 良川里美 - 山口いづみ
- 良川弘志 - 田島亮（現：田島優成）
- 胡桃沢美恵子 - 吉行和子

#### ゲスト
- 楠木光輝〈16〉 - 長内陽
- 野上仁美 - ふせえり
- 松山宗平 - ト字たかお
- 長州小力 - 長州小力（本人役）
- 久本朋子
- 阿部亮平
- 小倉淳 ‐ 小倉淳（本人役）
- 山ノ内外務次官 - 越村公一
- 稲田事務次官 - 山田スミ子

### スタッフ
- 原作 - 聖千秋
- 脚本 - 旺季志ずか、関えり香、福間正浩
- 音楽 - 小西康陽
- 主題歌 - 奥村初音「ホントはね」（avex trax）
- サウンドデザイン - 石井和之
- 技術協力 - NiTRo
- 美術協力 - 日本テレビアート
- プロデューサー - 次屋尚（日本テレビ）､大久保智己（AVEC COMPANY）
- 演出 - 中島悟、阿部雄一
- 制作協力 - AVEC COMPANY
- 制作著作 - 日本テレビ

### 放送日程
- 初回は22時 - 23時9分の15分拡大放送。
- 第7話は『2008北京オリンピック女子ソフトボール決勝進出決定戦』の延長に伴い110分繰り下げられ、23時50分 - 翌 0時44分に放送された。
- 第8話は22時10分 - 23時4分の10分繰り下げ放送。

| 各話                                                       | 放送日  | サブタイトル                         | 脚本       | 演出     | 視聴率 |
| ---------------------------------------------------------- | ------- | ------------------------------------ | ---------- | -------- | ------ |
| 第1話                                                      | 7月09日 | 強烈姉とトホホ妹の傑作痛快コメディー | 旺季志ずか | 中島悟   | 13.2%  |
| 第2話                                                      | 7月16日 | 姉が恋すりゃ地獄の日々               | 旺季志ずか | 中島悟   | 10.1%  |
| 第3話                                                      | 7月23日 | 悪姉はキワモノがお好き               | 旺季志ずか | 阿部雄一 | 08.7%  |
| 第4話                                                      | 7月30日 | プロポーズ大作戦                     | 関えり香   | 阿部雄一 | 09.4%  |
| 第5話                                                      | 8月06日 | 結婚追い出し作戦                     | 旺季志ずか | 中島悟   | 11.6%  |
| 第6話                                                      | 8月13日 | チキンハートな姉妹たち               | 福間正浩   | 阿部雄一 | 09.1%  |
| 第7話                                                      | 8月20日 | 渡る世間は鬼ばっかッ!                | 旺季志ずか | 中島悟   | 07.8%  |
| 第8話                                                      | 8月27日 | 喪服を着た悪魔                       | 関えり香   | 阿部雄一 | 10.5%  |
| 第9話                                                      | 9月03日 | 湯けむりスッポン姉妹                 | 旺季志ずか | 中島悟   | 10.0%  |
| 最終話                                                     | 9月10日 | 悪に天罰! 鬼に金棒?                  | 旺季志ずか | 中島悟   | 12.2%  |
| 平均視聴率 10.3%（視聴率は関東地区・ビデオリサーチ社調べ） |         |                                      |            |          |        |

### 受賞歴
- 第58回ザテレビジョンドラマアカデミー賞
  - 主演女優賞：志田未来[1]
  - 助演女優賞：山田優[2]

| 日本テレビ系列 水曜22時台            | 日本テレビ系列 水曜22時台             | 日本テレビ系列 水曜22時台               |
| 前番組                               | 番組名                                | 次番組                                  |
| ------------------------------------ | ------------------------------------- | --------------------------------------- |
| ホカベン （2008年4月16日 - 6月18日） | 正義の味方 （2008年7月9日 - 9月10日） | OLにっぽん （2008年10月8日 - 12月10日） |